# Bashar Shbib
Bashar Shbib (né à Damas, en Syrie, le 25 juin 1959) est un réalisateur, producteur et scénariste. Il est considéré comme « le plus prolifique, sans contredit, des cinéastes canadiens », avec une vingtaine de longs métrages à son actif.
Né en Syrie, sa famille s'installe au Québec en 1967. Après avoir fait ses études universitaires à l'Université McGill en microbiologie et immunologie, puis à l'Université Concordia en cinéma, à 23 ans, il entame une carrière de cinéaste et producteur indépendant entre Montréal et Los Angeles. Ces films, parmi lesquels on trouve Julia Has Two Lovers, Lana in Love, Love $ Greed et Crack Me Up, furent distribués dans plus de 50 pays.

## Biographie

### Enfance et formation
« Je n'ai vu qu'un film avant l'âge de 16 ans, »

— Bashar Shbib en entrevue avec The Gazette, 3 juin 1994
Bashar Shbib est né à Damas en Syrie d'un père architecte syrien et d'une mère allemande. En bas âge, il fréquente un internat catholique à Sidon au Liban jusqu'à ce que la Guerre des Six Jours éclate en 1967.
Sa famille émigre au Canada en 1967; ils s'installent sur une ferme d'élevage de bœuf charolais à Coaticook, dans les Cantons-de-l'Est au Québec. Il y travaille une bonne partie de son adolescence.
Il déménage avec sa famille à Montréal dans les années 1970. Il fait ses études universitaires à l'Université McGill et obtient une majeure en microbiologie et immunologie. Habitant près d'un cinéma de répertoire, le Cinéma V, il découvre le cinéma de Fassbinder, Paradjanov et Tarkovsky puis entame des études en production cinématographique à l'Université Concordia.

### Premiers films

#### Courts-métrages
Bashar Shbib tourne sept courts-métrages pendant qu'il est à l’université. On trouve parmi eux la trilogie Or d'Ur, Betsy et Amour Impossible en 1983, trois courts documentaires dramatisés sur la prostitution mâle et la transidentité,, ainsi que Cazalla de la sierra en 1985. Il produit également Bread, un court-métrage réalisé par Albert Kish.

Or d'Ur a été présenté au Universiade International Student Film Festival en juillet 1983, et a été apprécié du jury mais n'a pas gagné de prix.

En mars 1984, lors du 15e Festival du film étudiant canadien, l'Institut québécois du Cinéma lui remet le Prix du Jury, d'une valeur de 400$, pour Or d'Ur et Betsy,.

#### Longs-métrages
Au cours de l'année 1984, Shbib réalise Memoirs son premier long-métrage de fiction, une adaptation de la pièce The Memoirs of Johnny Daze, une pièce de John Beckett Wimbs lauréate au Quebec Drama festival au printemps 1984.
En janvier 1986, au cœur de l'hiver, Bashar Shbib tourne Evixion, un long métrage de fiction sur des locataires d'un immeuble qui font face à l'éviction.
Il tourne ensuite Seductio et, lors de la présentation du film au  Festival du film de Toronto, Shbib se met à nu devant l'audience pour dénoncer les pratiques de financement de Téléfilm Canada et la SGCQ.
À l'automne 1988, il tourne Clair Obscur, son premier long-métrage en 35 mm.
Au Rendez-vous du cinéma québécois de 1989, le film est finaliste pour le prix L.-E.-Ouimet-Molson mais ne l'emporte pas.

### Premières actions pour le cinéma indépendant
En 1987, Bashar Shbib et Maryse Wilder organisent une tournée internationale - la Tournée du film canadien indépendant (Canadian Independent Film Tour) - comptant la projection d'une vingtaine de films canadiens indépendants au total.
Dans les années 1980, Shbib et Maryse Wilder montent une compagnie se spécialisant dans l'exportation de films « ambiants », sans dialogues, qui avait une compagnie sœur américaine nommée Ambient Films. Cette compagnie vise à améliorer l'exportation de films indépendants, notamment en Europe.

### Los Angeles / Montréal
En 1989, Shbib quitte Montréal pour Los Angeles.
À l'été 1989, il réalise Julia Has Two Lovers à Venice beach en Californie, dans et autour de l'appartement de sa coscénariste et actrice Daphna Kastner. Tourné en deux semaines avec un budget total de 150 000 $US, le film connaît un franc succès au marché du Festival des films du monde de Montréal en 1990, puis est vendu dans plus de 30 pays au marché du Festival de Cannes, au MIFED et au Panorama du Festival international du film de Berlin en 1991
. Julia Has Two Lovers est décrit à sa sortie comme son film le plus accessible; il remporte plus de 3 millions au box-office. Le film remporte le prix de la critique du festival de Chamrousse en 1991.
Toujours aux États-Unis, Bashar Shbib réalise une comédie romantique, Love $ Greed, en 1990.
L'année suivante, Bashar Shbib tourne Crack me up à Los Angeles. Le film est sous-titré « The Blond, the Blind and the Brothel » et met en scène un cowboy devenu aveugle à la suite d'une bagarre et accueilli par une prostituée jouée par Daphna Kastner . Le film a été projeté au Festival du Film de Vancouver le 10 octobre 1993 .
En 1991 toujours, Bashar Shbib tourne Lana in Love à Los Angeles, en collaboration encore une fois avec Daphna Kastner.
L'année suivante, Shbib tourne Ride Me, une comédie romantique située à Las Vegas.
En 1994, Shbib réalise la comédie d'horreur Draghoula à Montréal, avec un budget de 275 000 $CAN .
En 1995, Shbib sort son premier long-métrage francophone, La Mule et les Émeraudes,.
La même année, Shbib participe à Un film de cinéastes, un film rassemblant un collectif de 18 réalisateurs et visant la défense du cinéma indépendant. La durée totale du film est de 85 min. Les autres réalisateurs ayant participé au film sont : Olivier Asselin, Cécile Baril, Pierre Bastien, Bernard Bergeron, Manon Briand, Richard Brouillette, Jeanne Crépeau, Claude Demers, Claude Fortin, Pierre Goupil, Sylvain L’Espérance, Catherine Martin, Bob Mc Kenna, Benoît Pilon, Marie-Jan Seille, Raymond St Jean et Paul Thinel.
 La section du film réalisée par Bashar Shbib met en scène un dialogue entre le réalisateur et sa propre fille sur la notion de censure,.

#### The Senses

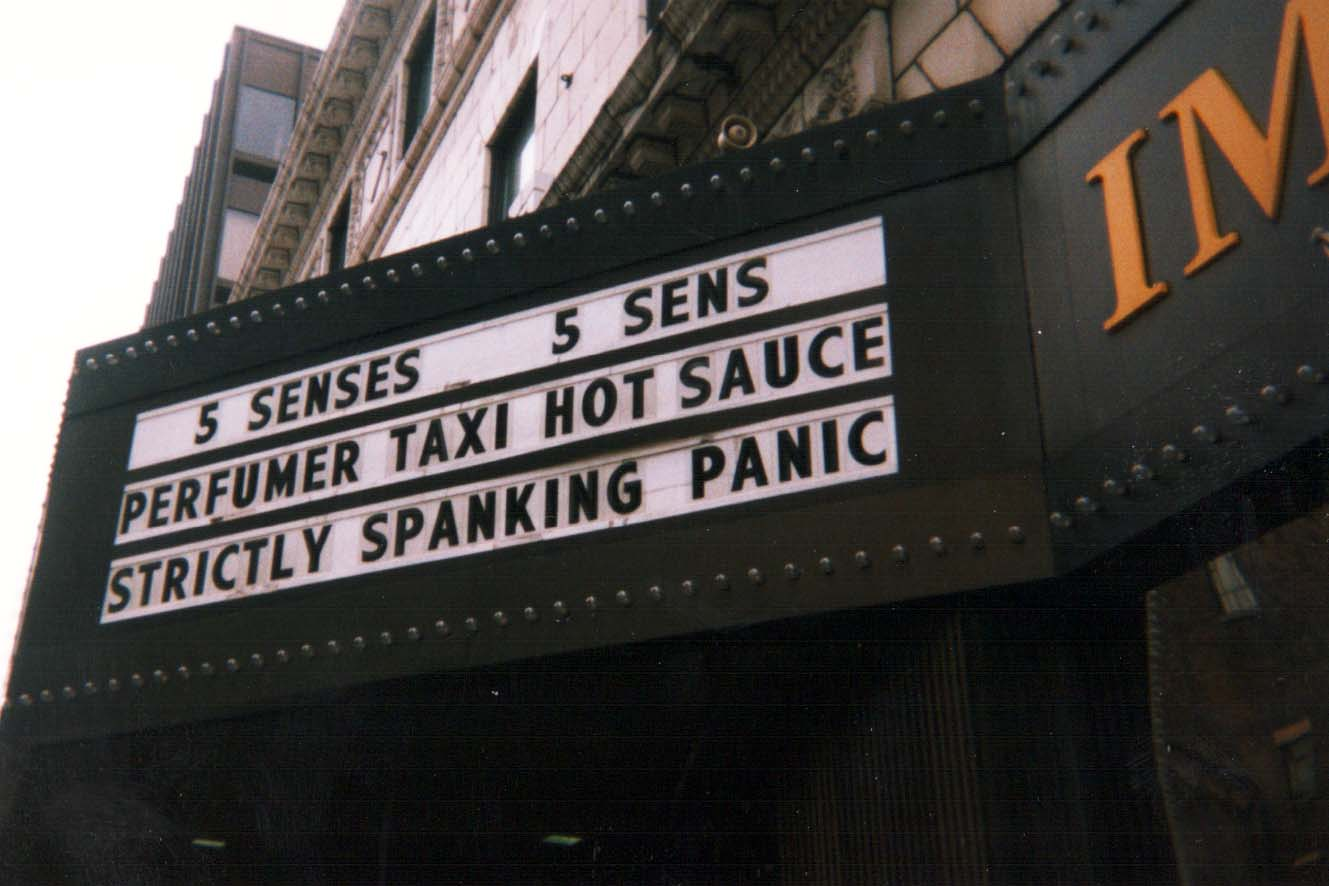
Panneau annonçant la projection de Les Sens au cinéma Impérial de Montréal en mai 1997

En 1996, Bashar Shbib commence le tournage d'une série de cinq films appelée The Senses (Les Sens).
En février 1996, la maison de Bashar Shbib est détruite par un incendie Le traumatisme engendré par cet événement est la source d'inspiration pour son film Hot Sauce.
Taxi to L.A. est le deuxième film de la série. Il tourne ensuite The Perfumer à Montréal durant l'été 1995 avec le monologuiste australien Jimeoin.
Strictly Spanking est le quatrième film de la série, et termine le tournage de Panic fin octobre 1997. Ce film a pour scénariste Harold Von Mass.
Le tournage du pentalogue The Senses est entièrement terminé au début de 1997. Le budget final des cinq longs métrages se chiffre à 1,2 million d'US$. Les cinq films sont projetés au cinéma Impérial de Montréal du 9 au 22 mai 1997.
Sixième et dernier volet de la série The Senses, The Kiss est tourné en 1999.

### Production et activités sur internet
En 1997, Bashar Shbib produit pour la première fois le film de quelqu'un d'autre. Il s'agit de Bone, d'Eugene Garcia.
En 2000, Bashar Shbib crée la websérie Aliendog à Montreal.La série a été nommée aux Pixie Awards dans la catégorie « Best webisodic series ».

### Depuis 2004
En 2004, Bashar Shbib quitte Los Angeles pour la petite ville frontalière de Stanstead au Québec; il se dit victime des mesures de sécurité excessives et du harcèlement contre les personnes d'origine arabe dans les aéroports américains depuis les Attentats du 11 septembre 2001. Il y ouvre le restaurant Millie's Diner en 2006, et y enseigne le cinéma.
En juillet 2005, Shbib tourne Granite Forks une série télévisée indépendante de 8 épisodes à Stanstead.
Son dernier film en date tourné à Los Angeles, Silent Men, est présenté en août 2005 au festival des films du monde de Montréal.
En septembre 2010, Bashar Shbib est membre du jury de la Sélection internationale du Festival du nouveau cinéma de Montréal aux côtés de Susan Ayscough, Claude Demers, Marc-André Grondin et Karine Vanasse.|

## Analyse de l'œuvre

### Sources d'inspiration
Parmi les réalisateurs qui ont influencé les débuts de Bashar Shbib on compte : Fassbinder, Bertolucci, Tarkovski, et Paradjanov.

### Style et processus créatif
La plupart de l'œuvre de Bashar Shbib laissent libre cours à l'improvisation, autant au niveau de la mise en scène que sur le plan de la direction des acteurs,.

### Thèmes et genre

#### Marginalité
Les films de Bashar Shbib sont marqués par le culte de la marginalité « sans concession ni complaisance ».

#### Comportements amoureux
Plusieurs films de Bashar Shbib constituent une démarche psychanalytique sur les comportements amoureux, c'est le cas pour Julia Has Two Lovers, Lana in Love et les cinq films de la série Les sens. La tension sexuelle est un procédé récurrent dans son œuvre, tout comme les triangles amoureux.

### Pensée politique

#### Défense du cinéma indépendant et critique des institutions
Le 29 août 1987, alors que son film Seductio est présenté dans la section panorama au Festival des films du monde de Montréal, Shbib participe à une table ronde sur les conditions de travail des cinéastes indépendants ; on lui demande alors de définir le cinéma indépendant. Selon lui, le cinéma indépendant est forcément à petit budget et qu'il ne peut y avoir de cinéma indépendant généreusement financé par Téléfilm Canada et la Société générale du cinéma du Québec.
En octobre de la même année, alors que le magazine Cinéma Canada (en) lui offre une tribune, Bashar Shbib critique le financement public du cinéma canadien et l'omniprésence du contenu américain dans les cinémas canadiens:   

« Mettre notre argent dans le divertissement comme culture pour empêcher les hommes de Valenti de s’emparer de notre identité nationale est une manière coûteuse d'éviter la vérité sur la question,. »

En 1988, alors que son film Seductio est refusé aux Rendez-vous du cinéma québécois parce qu'il est en anglais, Bashar Shbib dénonce la fermeture du cinéma québécois aux anglophones et membre des minorités :

« Le cinéma québécois n'est-il que québécois francophone ? Que faisons-nous ici, nous anglophones, multi-ethniques. Les Rendez-vous du cinéma québécois, représentez vous un cinéma nombriliste ou multi-culturel, êtes vous discriminatoires et sans perspective sociale ? »

En 1991, alors qu'il est à Los Angeles, il compare la production de films au Québec à la production aux États-Unis :

« À Los Angeles, ce ne sont pas les bureaucrates qui gèrent votre vie ; ce sont les investisseurs. Je crois qu'il s'agit d'un environnement plus sain pour faire des films. Quand des gens à Québec te dictent comment faire ton film, tu finis par tourner des films que tu ne veux pas faire,. »

Même au cours de ses années à Los Angeles, Bashar Shbib reste hors du système hollywoodien préférant réaliser des œuvres indépendantes et sans concessions.

## Filmographie

### Réalisateur
- 1983 : Or d'Ur (Court métrage)
- 1983 : Betsy (Court métrage)
- 1983 : Amour Impossible (Court métrage)
- 1984 : Memoirs
- 1985 : Cazalla de la sierra (Court métrage)
- 1986 : Evixion
- 1987 : Seductio
- 1988 : Clair Obscur
- 1990 : 15 Ugly Sisters
- 1991 : Julia Has Two Lovers
- 1991 : Love $ Greed
- 1991 : Lana in Love
- 1993 : Crack Me Up
- 1994 : Ride Me
- 1994 : Bashar Shbib's Draghoula
- 1995 : La Mule et les Émeraudes
- 1997 : Hot Sauce
- 1997 : Taxi to L.A.
- 1997 : The Perfumer
- 1997 : Strictly Spanking
- 1997 : Panic
- 1999 : The Kiss
- 2005 : Silent Men
- 2014 : The Search for Evangeline

### Producteur
- 1983 : Or d'Ur (Court métrage)
- 1983 : Betsy (Court métrage)
- 1983 : Amour Impossible (Court métrage)
- 1984 : Memoirs
- 1985 : Cazalla de la sierra (Court métrage)
- 1986 : Evixion
- 1987 : Seductio
- 1988 : Clair Obscur
- 1990 : 15 Ugly Sisters
- 1991 : Julia Has Two Lovers
- 1991 : Love $ Greed
- 1991 : Lana in Love
- 1993 : Crack Me Up
- 1994 : Ride Me
- 1994 : Bashar Shbib's Draghoula
- 1995 : La Mule et les Émeraudes
- 1997 : Hot Sauce
- 1997 : Taxi to L.A.
- 1997 : The Perfumer
- 1997 : Strictly Spanking
- 1997 : Panic
- 1999 : The Kiss
- 2000 : Bone (Eugene Garcia)
- 2005 : Silent Men
- 2009 : The Upside (Gabriel Brown)
- 2013 : One Fine Line (Jo-Anne Velin)
- 2014 : The Search for Evangeline